# Eric Boocock
Eric Boocock (ur. 2 lutego 1945 w Dewsbury) – brytyjski żużlowiec.

## Życiorys

### Kariera sportowa
Pomiędzy 1967 a 1972 r. trzykrotnie zakwalifikował się do finałów indywidualnych mistrzostw świata, najlepszy wynik osiągając w 1967 r. w Londynie, gdzie zajął VII miejsce. Dwukrotnie uczestniczył w finałach drużynowych mistrzostw świata, zdobywając srebrny (Londyn 1970) oraz brązowy (Malmö 1967) medal. W 1970 r. zdobył w Malmö (wspólnie ze swoim bratem, Nigelem) brązowy medal mistrzostw świata par. Trzykrotnie zdobył medale indywidualnych mistrzostw Wielkiej Brytanii: złoty (Coventry 1974) oraz dwa brązowe (Londyn 1967, Londyn 1968).

### Życie prywatne
Brat Nigela Boococka, również żużlowca.